# Chaumont Volley-Ball 52

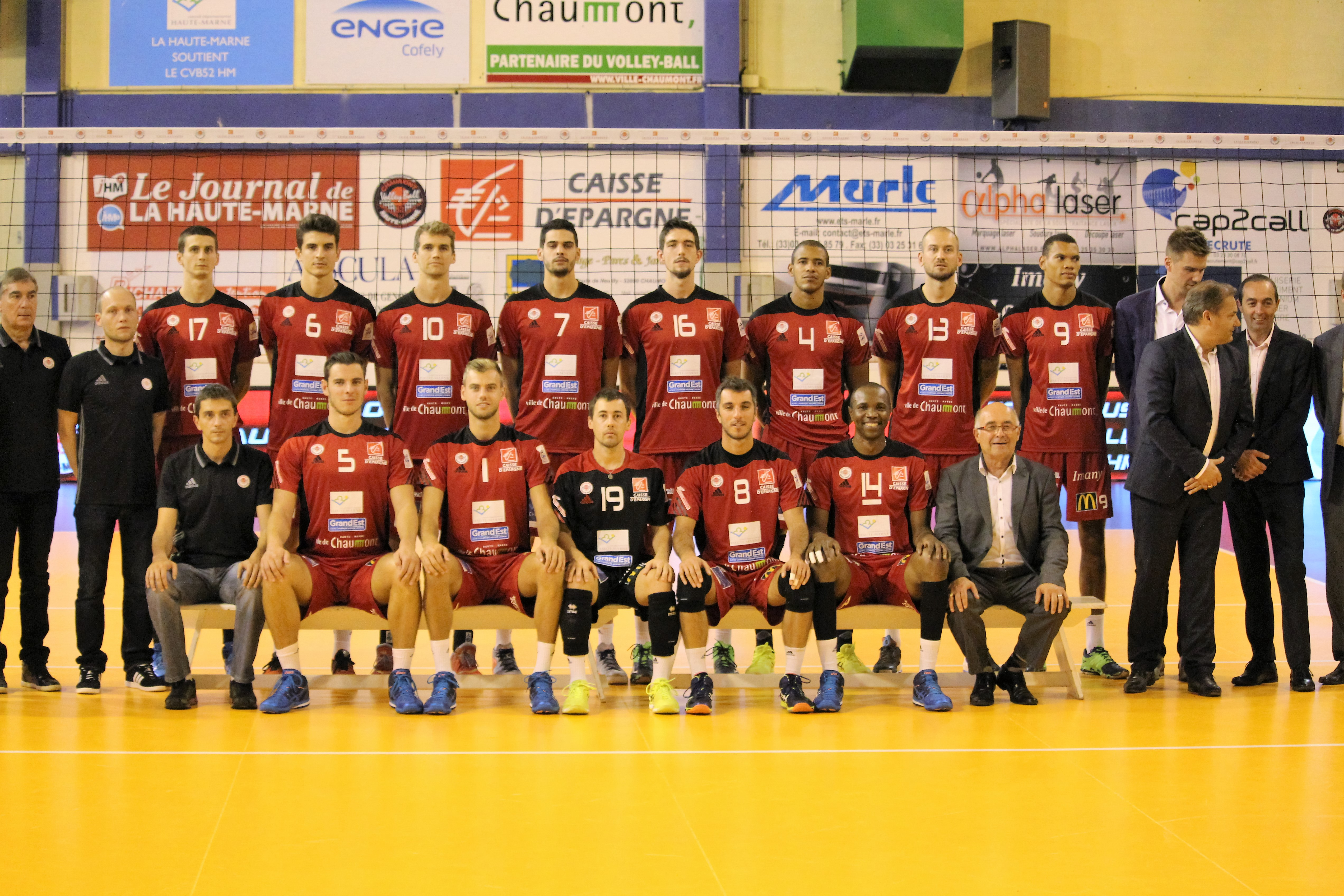
Fotografia d'equip de la temporada 2016-2017.

El Chaumont Volley-Ball 52 Haute-Marne (CVB, CVB52, CVB52HM) és un club de voleibol francès, fundat el 1996 i amb seu a Chaumont (Haute-Marne) i que juga a la Lliga A des de la temporada 2012-2013. Va guanyar la Lliga francesa del 2017 i la Supercopa francesa el 2017 i el 2021. El club va acabar segon el mateix any de la Copa CEV. També participa en altres competicions europees importants com la CEV Champions League i la CEV Top Teams Cup.

## Palmarès masculí

### Tornejos nacionals
Lliga A França de voleibol masculina (1)
- Campions: 2017
- Finalistes: 2018, 2019, 2021

Copa França de voleibol masculina (1)
- Campions: 2022
- Finalistes: 2018, 2019

Supercopa França de voleibol masculina (2)
- Campions: 2017, 2021

Finalistes:
Lliga B França de voleibol masculina
- Campions:
- Finalistes: 2010, 2012

### Tornejos Internacionals
CEV Challenge Cup masculina
- Campions:
- Finalistes: 2017

CEV Cup masculina
- Campions:
- Finalistes:

Lliga de Campions masculina de la CEV
- Campions:
- Finalistes:

## Presidents
| N° | President          | Període   |
| -- | ------------------ | --------- |
| 1  | Martial Guillaume  | 1996-1998 |
| 2  | Christian Marcenac | 1998-2001 |
| 3  | Chantal Thévenot   | 2001      |
| 4  | Gilbert Gléyot     | 2001-2007 |
| 5  | Éric Vigneron      | 2007-2009 |
| 6  | Bruno Soirfeck     | 2009-     |

## Entrenadors
| N° | Entrenador                          | Période   |
| -- | ----------------------------------- | --------- |
| 1  | Dominique Hallart                   | 1996-1998 |
| 2  | Roger Valée                         | 1998-1999 |
| 3  | Daniel Draghici & Dominique Hallart | 1999-2000 |
| 4  | Ion Dobre                           | 2000-2002 |
| 5  | Olivier Lardier                     | 2002-2004 |
| 6  | / Pompiliu Dascălu                  | 2004-2009 |
| 7  | / Nikola Matijasevic                | 2009-2014 |
| 8  | Duško Nikolić                       | 2014-2015 |
| 9  | Silvano Prandi                      | 2015-     |